# Cymodusopsis aristoteliae
Cymodusopsis aristoteliae là một loài tò vò trong họ Ichneumonidae.